# Lingua tedesca in Europa

Conoscenza della lingua tedesca nell'Unione europea

La lingua tedesca in Europa, come lingua nativa, è parlata e riconosciuta come lingua ufficiale in Germania, in Austria, in Svizzera, in Liechtenstein e in Lussemburgo. È la lingua con il maggior numero di parlanti nativi del continente europeo e dell'Unione europea. Il Liechtenstein è il solo paese al mondo dove il tedesco è l'unica lingua ufficiale e parlata.
Fuori da questi stati, vi è uno statuto speciale nei territori in Italia nella provincia autonoma di Bolzano. Nel resto d'Europa il tedesco è parlato soprattutto come seconda lingua.
Altre comunità europee di lingua tedesca si trovano in Italia settentrionale, nelle regioni francesi di Alsazia e Lorena e in alcuni centri di confine nella contea dello Jutland meridionale in Danimarca.
Comunità di lingua tedesca si possono trovare anche in alcun parti della Repubblica Ceca, in Slovacchia, Ungheria, Polonia, Romania, Serbia, Russia e Kazakistan. La forzata espulsione dei tedeschi dopo la seconda guerra mondiale e l'emigrazione di massa verso la Germania negli anni '80 e '90 del XX secolo hanno però sensibilmente ridotto molte di queste comunità.

## Storia del tedesco in Germania
Il tedesco è una lingua indoeuropea appartenente al ramo occidentale delle lingue germaniche.
Le lingue più vicine esistenti sono senza dubbio la lingua inglese ed il frisone. Il frisone viene parlato da circa un milione di persone nella provincia nederlandese della Frisia (Fryslân), nelle vicine zone tedesche, e su alcune isole nel Mare del Nord.
Dopo il frisone, il parente più stretto è il moderno basso tedesco dei Paesi Bassi orientali. Altri parenti meno stretti sono la lingua olandese, afrikaans e le lingue scandinave.

## Il tedesco in Germania, Austria, Svizzera, Liechtenstein e Lussemburgo

Il Tedesco come lingua ufficiale in Europa

Il tedesco è parlato prevalentemente nell'Europa centrale, in Germania, Austria e Svizzera; in Germania è la prima lingua per oltre il 95% della popolazione, in Austria per il 89%, in Svizzera per il 65%, nella maggior parte del Lussemburgo e nel Liechtenstein, unica lingua ufficiale.
In Lussemburgo il tedesco è lingua ufficiale insieme al francese e al lussemburghese. Le tre lingue possono essere usate nelle amministrazioni e nei tribunali. Nella scuola primaria è utilizzato il lussemburghese, sostituito nella scuola secondaria da tedesco e francese. I documenti e le comunicazioni pubbliche sono invece generalmente redatti in francese o lussemburghese e talvolta il tedesco è usato come terza lingua. Uno studio effettuato tra novembre e dicembre del 2004 su un campione di 1708 individui residenti in Lussemburgo, stabilisce che il francese è la lingua più parlata (99%) seguita, in ordine, dal lussemburghese (82%), dal tedesco (81%) dall'inglese (72%) e da altre a seguire.

## Il tedesco in Romania, Polonia, Ungheria, Alsazia, Lorena
Il tedesco viene inoltre parlato in parti della Romania, della Polonia (Voivodato di Opole), dell'Ungheria, dell'Alsazia e della Lorena (Francia). La lingua storica dell'Alsazia è il dialetto alsaziano, un gruppo di dialetti del gruppo tedesco alemanno. L'alsaziano ricorda le parlate delle vicine zone della Svizzera tedesca e del Baden, ma si discosta da essi per via di varie caratteristiche, quali la rarità del tedesco quale lingua standard in Alsazia e una significativa influenza francese.

## Il tedesco in Repubblica Ceca, Slovacchia, Belgio, Danimarca, Paesi Bassi e Francia
Ci sono gruppi di parlanti tedesco sparsi per l'Europa, come nella Repubblica Ceca, in Slovacchia, Belgio, Francia, nella zona dei Paesi Bassi.
In tutte le principali città europee si trovano comunità di madrelingua tedesca, come a Kiev e Belgrado. I settori di turismo, editoria, finanza ed informatica, così come le industrie connesse, usano largamente il tedesco, a causa dei legami con i corrispondenti sassoni.
Il tedesco è anche una delle tre lingue ufficiali del Belgio, insieme all'olandese e al francese; i parlanti sono concentrati soprattutto all'interno della comunità germanofona del Belgio, e costituiscono circa l'1% della popolazione del paese. In Vallonia la minoranza di lingua tedesca conta 70.000 rappresentanti, concentrati in nove comuni attorno ai centri di Eupen e Saint-Vith, nella parte orientale della provincia di Liegi.

## Il tedesco in Italia

### Friuli-Venezia Giulia
Il tedesco gode dello status di coufficialità nella Val Canale.

### Provincia autonoma di Bolzano

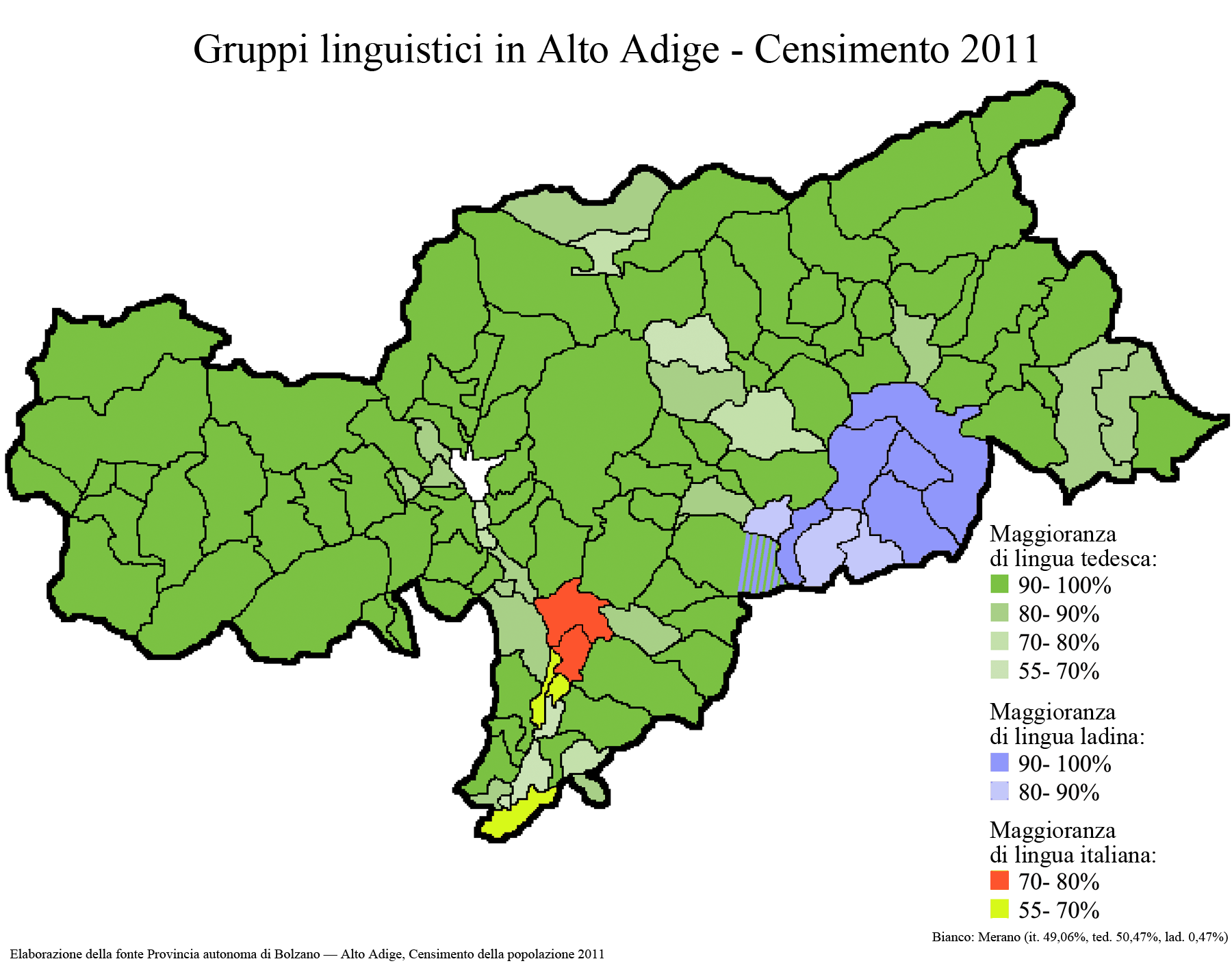

Il tedesco è riconosciuto come lingua ufficiale provinciale assieme all'italiano nella Provincia autonoma di Bolzano.
Poco più di due terzi degli abitanti sono di madrelingua tedesca, sebbene nella vita privata e pubblica all'interno della comunità germanofona predomini un dialetto austrobavarese alpino, il dialetto sudtirolese, caratterizzato da una certa presenza di vocaboli di origine italiana.
Il tedesco standard, nella sua variante austriaca, è lingua di istruzione obbligatoria, usato nella comunicazione scritta e nelle occasioni ufficiali.
Il gruppo germanofono è maggioritario in 102 comuni su 116, con una punta del 100% a Martello. In 77 comuni, il gruppo linguistico tedesco costituisce più del 90% dei residenti..
Istituzioni scolastiche e case di riposo sono distinte per gruppo linguistico.
Per quanto riguarda in particolare la scuola, l'insegnamento viene impartito esclusivamente in lingua italiana o tedesca, secondo l'appartenenza linguistica, da insegnanti di madrelingua. Un elemento di attenuazione è rappresentato dall'apprendimento della lingua non curriculare a partire dalla prima o dalla seconda elementare.

### Valle d'Aosta
La lingua tedesca è riconosciuta nei comuni di Issime, Gressoney-La-Trinité e Gressoney-Saint-Jean, di tradizione walser. È lingua di istruzione obbligatoria fino alla scuola secondaria di primo grado insieme alle lingue ufficiali (italiano e francese). È inoltre accettato l'uso del tedesco, con traduzione simultanea, nell'attività amministrativa comunale di questi tre comuni.

## Il tedesco come lingua franca
Il tedesco è la seconda lingua straniera più conosciuta in 19 dei 25 paesi dell'Unione europea. Nell'Europa dei 25, una conoscenza basilare del tedesco (parlanti nativi esclusi) è chiaramente posseduta dal 14% della popolazione, al pari del francese (l'italiano è al 3%); assieme ai nativi (18%) la lingua tedesca è parlata dal 32% della popolazione dell'Europa (2005-2006).